# Салимова, Кадрия-Улькер Исмаил кызы
Кадрия-Улькер Исмаил кызы Салимова (15 февраля 1924, Баку — 26 августа 2013, Москва) — доктор педагогических наук, профессор, член-корреспондент Академии педагогических наук СССР, член Международного комитета по вопросам истории образования и педагогики.

## Биография
Окончив школу в 1941 году, поступила в Нефтепромысловый институт в Баку. В том же 1941 году добровольно ушла на фронт. Свободно владевшую немецким, турецким языками, знавшую азбуку Морзе Салимову направили служить шифровальщицей в особый отдел 46-й Кавказской армии, а после учреждения контрразведки «СМЕРШ» в 1943 году, она была причислена к этой структуре. Победу встретила в Австрии, под Веной. Военную службу закончила в ноябре 1945 года капитаном «СМЕРШ». Была награждена 14 медалями и орденом Отечественной войны II степени.
В 1950 году окончила философский факультет Азербайджанского государственного университета.
В 1953 году защитила кандидатскую диссертацию по философии, а в 1971 году — докторскую диссертацию по педагогике (тема: «Проблема трудового воспитания в английской педагогике (1870—1970)»).
С 1953 года работала в Институте теории образования и педагогики, учёным секретарем, заведующей лабораторией, главным научным сотрудником.[уточнить]
Выступала с лекциями в крупнейших университетах мира — В США, Англии, Германии, Японии, Турции, Нидерландах, Ирландии.

## Семья
Муж — Ильенков, Эвальд Васильевич (1924—1979), советский философ.
- Дочь — Иллеш, Елена Эвальдовна — психолог, журналист[4]. Ее муж — Андрей Владимирович Иллеш, журналист, писатель.
  - Внук — Иван Андреевич Иллеш, в 2003-2004 гг. — ведущий MTV, продюсер спортивных и креативных мероприятий, чемпион России по дрифту, успешно выступал в различных соревнованиях по квадрокроссу.

## Награды и премии
- Лауреат премии Президента РФ в области образования (2002)[5].
- Памятная медаль и почётная грамота Всероссийского азербайджанского конгресса (2004)[6].